# Премия Луизы Гросс Хорвиц
Премия Луизы Гросс Хорвиц (англ. Louisa Gross Horwitz Prize) — награда Колумбийского университета. Вручается за выдающийся вклад в фундаментальные исследования по биологии и биохимии. Награждение проводится с 1967 года. Около половины лауреатов впоследствии получили Нобелевскую премию.

## Лауреаты
- 1967:  Луис Федерико Лелуар
- 1968:  Хар Гобинд Корана,  Маршалл Ниренберг
- 1969:  Макс Дельбрюк,  Сальвадор Лурия
- 1970:  Альбер Клод,  Джордж Паладе, Keith R. Porter[англ.]
- 1971: Хью Хаксли
- 1972: Штефан Куффлер
- 1973:  Ренато Дульбекко, Гарри Игл, Теодор Пак[англ.]
- 1974: Борис Самойлович Эфрусси
- 1975:  Суне Бергстрём,  Бенгт Самуэльсон
- 1976: Сеймур Бензер, Чарлз Яновский
- 1977: Майкл Хайдельбергер, Элвин Кабат, Henry G. Kunkel[англ.]
- 1978:  Дэвид Хьюбел, Вернон Маунткасл,  Торстен Визель
- 1979:  Уолтер Гилберт,  Фредерик Сенгер
- 1980:  Сесар Мильштейн
- 1981:  Аарон Клуг
- 1982:  Барбара Мак-Клинток,  Судзуми Тонегава
- 1983:  Стэнли Коэн, Виктор Хамбургер,  Рита Леви-Монтальчини
- 1984:  Майкл Стюарт Браун,  Джозеф Леонард Голдстайн
- 1985: Donald D. Brown[англ.], Марк Ташне
- 1986:  Эрвин Неер,  Берт Сакман
- 1987:  Гюнтер Блобел
- 1988:  Томас Роберт Чек,  Филлип Шарп
- 1989:  Альфред Гилман,  Эдвин Кребс
- 1990: Стивен Харрисон, Майкл Россман, Don Craig Wiley[англ.]
- 1991:  Рихард Эрнст,  Курт Вютрих
- 1992:  Кристиана Нюсляйн-Фольхард,  Эдвард Льюис
- 1993: Николь ле Дуарен, Дональд Меткалф
- 1994: Филиппа Маррак, Джон Капплер
- 1995:  Леланд Хартвелл
- 1996: Clay Armstrong[англ.], Bertil Hille[англ.]
- 1997:  Стенли Прузинер
- 1998: Арнольд Левин, Берт Фогельштейн
- 1999: Пьер Шамбон, Роберт Редер, Роберт Цянь
- 2000: Роберт Хорвиц, Стэнли Корсмейер
- 2001:  Аврам Гершко, Александр Яковлевич Варшавский
- 2002:  Джеймс Ротман,  Рэнди Шекман
- 2003:  Родерик Маккинон
- 2004: Энтони Хантер, Энтони Джеймс Поусон
- 2005:  Ада Йонат
- 2006:  Роджер Корнберг
- 2007: Джозеф Галл,  Элизабет Блэкбёрн,  Кэрол Грейдер
- 2008: Франц-Ульрих Хартль, Артур Хорвич и почётный приз Розалинд Франклин
- 2009: Виктор Эмброс, Гэри Равкан
- 2010: Thomas J. Kelly[англ.], Брюс Стилман
- 2011: Джеффри Холл, Майкл Росбаш,  Майкл Янг
- 2012: Ричард Лозик, Joe Lutkenhaus[англ.], Люси Шапиро
- 2013:  Эдвард Мозер,  Мэй-Бритт Мозер,  Джон О’Киф
- 2014: Джеймс Эллисон
- 2015: Стивен Лоуренс Зипурски
- 2016: Хаим Сидар, Аарон Разин, Gary Felsenfeld[нем.]
- 2017: Джеффри Айван Гордон
- 2018: Пьер Шамбон, Рональд Марк Эванс, Bert W. O'Malley[англ.][Км. 1][1]
- 2019: Льюис Кэнтли, Дэвид Сабатини, Peter K. Vogt[англ.]
- 2020: Robert Fettiplace[англ.], Хадспет, Альберт Джеймс, Кристина Пети
- 2021:  Карико, Каталин,  Вайсман, Дрю
- 2022: Дейссерот, Карл, Хегеман, Петер, Мизенбёк, Геро
- 2023: Чэнь Чжицзянь, Глен Барбер

## Комментарии
1. ↑  Обоснование награды: for their discoveries of how steroid hormones regulate the behavior of distant cells.